# Buitenaards

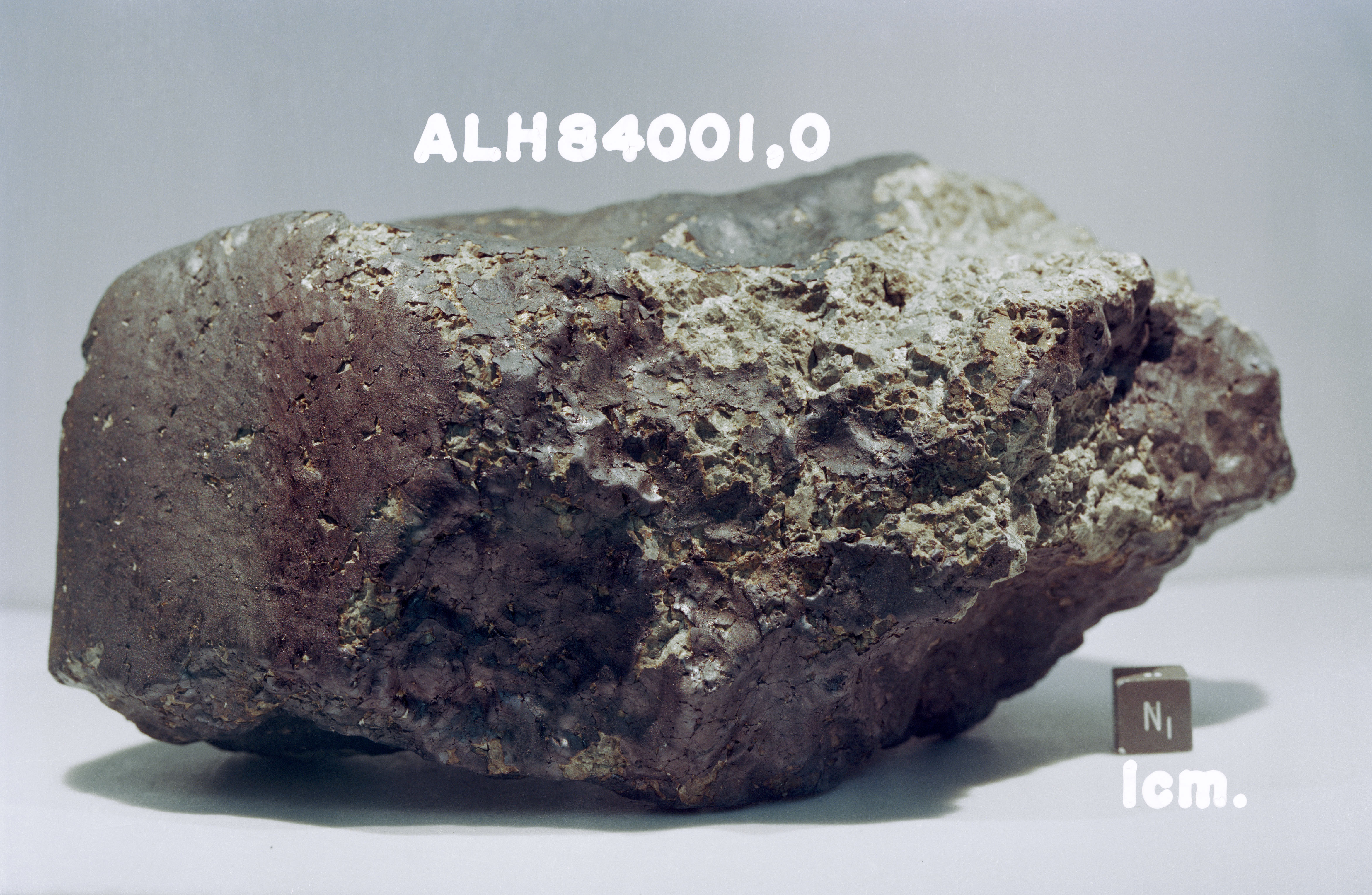
Deze "buitenaardse" meteoriet is afkomstig van Mars

Buitenaards of extraterrestrisch is een woord dat gebruikt wordt om alle materie die niet van de Aarde afkomstig is te omschrijven. Het kan zowel verwijzen naar materie die zich buiten de Aarde bevindt, als naar materie die van buiten op Aarde is beland.

## Buitenaards leven
Buitenaards leven is leven dat niet is ontstaan op Aarde. Er is geen bewijs voor dergelijk leven. De meningen over het al dan niet bestaan van buitenaards leven zijn verdeeld. Buitenaards leven is een populair thema in fictie, zowel in boeken als films.

## Buitenaards materiaal
Buitenaards materiaal is in ruime zin alle materie die zich buiten de aardatmosfeer bevindt. Meestal wordt het woord echter gebruikt voor materie die van buiten op Aarde is beland. Dit gebeurt voornamelijk via het inslaan van meteorieten. Sinds de 20e eeuw wordt ook buitenaards materiaal, zoals stenen en gruis, opgehaald met bemande en onbemande ruimtevluchten, zoals:
- stenen van de Maan, bij de Apollovluchten en het Russische Loenaprogramma
- materiaal van het oppervlak van planetoïde (101955) Bennu
- zie verder de lijst van ruimtevluchten naar kometen, planetoïden en/of dwergplaneten

In de toekomst kunnen misschien ook stenen van de planeet Mars worden opgehaald.